# أحمد بخيت
أحمد بخيت هو شاعر مصري وُلد في 26 فبراير 1966 بمدينة أسيوط بمحافظة أسيوط. عاش طفولته وتلقّى تعليمة في القاهرة. وتخرّج من دار العلومِ عام 1989. عمل معيداً بقسم النقد والبلاغة والأدب المقارَن بكلّية الدراسات العربية والإسلامية جامعة القاهرة - فرع الفيوم منذ عام 1990. بدأ الكتابة في عام 1985، ثم ترك العمل الأكاديمي ليتفرغ للكتابة.

## مؤلفاته

### دواوين الشعر
- وداعاً أيتها الصحراء - شعر - عام 1998.[5]
- ليلى.. شهد العزلة - شعر- عام 1999.
- صمت الكليم - شعر -عام 2002.
- جزيرة مسك - شعر - عام 2002.
- وطن بحجم عيوننا- شعر-عام 2003.
- الأخير أولا- شعر- عام 2004.
- صغير كبير - شعر للأطفال-2005.
- كبير صغير - شعر للأطفال - 2006.
- عيون العالم - شعر للأطفال.
- ظل ونور - شعر للأطفال.
- بردة الرسول محمد - شعر.
- ملحمة "القاهرة"- 2013.
- أحمد بخيت الأعمال الشعرية (4 مجلدات) 2020.[6]
- "لارا". 2022.[7]

### النثر
- لو كان أبيض (رواية).[8]
- بالأحمر، 2022.

### أعماله المترجمة
- ليلي.. شهد
- العزلة. إلى الإنجليزية والفرنسية.
- صمت الكليم.. إلى الإنجليزية والفرنسية.
- بعض القصائد.. إلى الإيطالية الإسبانية الألمانية.

## جوائز
- الجائزة الأولى في الشعر المجلس الأعلى للثقافة أعوام87-88-1989م.
- جائزة أمير الشعراء أحمد شوقي- 1998م.
- جائزة (المبدعون) لأفضل قصائد عربية - الإمارات - 2000م.
- جائزة المنتدى العربي الأفريقي - أصيلة - المغرب - 2000م.
- جائزة الدولة التشجيعية في الشعر - مصر - 2000م.
- جائزة (المبدعون) لأفضل دواوين عربية - الإمارات - 2002م.
- جائزة "البابطين للإبداع الشعري" - الكويت - 2002م.
- جائزة الشارقة للإبداع العربي في أدب الأطفال- 2005م.
- جائزة البردة الشريفة- أبوظبي- 2005م.
- جائزة شاعر مكة محمد حسن فقي- مؤسسة يماني الخيرية – 2005م.
- مسابقة أمير الشعراء: حصل جائزة المركز الثالث في مسابقة (أمير الشعراء)- 2008م.

## أغنيات
كتب القليل من الأغنيات بالعامية المصرية من أشهرها جالك يوم للفنانة وردة الجزائرية.

## وصلات خارجية
- أحمد بخيت على موقع بوابة الشعراء